# Акулова Гора
Акулова Гора (рос. Акулова Гора) — присілок у Лодєйнопольському районі Ленінградської області Російської Федерації.
Населення становить 7 осіб. Належить до муніципального утворення Альоховщинське сільське поселення.

## Історія
Згідно із законом від 20 вересня 2004 року № 63-оз належить до муніципального утворення Альоховщинське сільське поселення.

## Населення
| 1879 | 1905 | 1928 | 1997 | 2007 | 2010 | 2014 |
| ---- | ---- | ---- | ---- | ---- | ---- | ---- |
| 86   | ↗164 | ↘114 | ↘14  | ↘8   | ↘3   | ↗5   |
| 2015 | 2016 |      |      |      |      |      |
| →5   | ↗7   |      |      |      |      |      |